# Mosquée Id Kah
Pour les articles homonymes, voir Kah.
La mosquée Id Kah (ouïghour : ھېيتگاھ مەسچىتى, transl. : Hëytgah Meschiti) est la plus grande mosquée de Chine. Elle est située sur la place centrale de Kashi (Kashgar), et s'étend sur 16 800 m2 ce qui permet à 10 000 personnes d'y effectuer la prière du vendredi. Elle fut construite en 1442 par Saqsiz Mirza, émir de Yarkand (Khanat de Yarkand) afin de prier pour ses parents et amis disparus.

## Histoire
En 1538, la mosquée fut agrandie par un autre dominateur à la mémoire de son oncle défunt. Elle fut respectivement rénovée, agrandie et réaménagée durant la première moitié du XVIe siècle, à la fin du XVIIIe siècle et au milieu du XIXe siècle. La mosquée est un lieu de rassemblement des musulmans, et un site historique protégé par l'État. Elle était entourée de rues pittoresques bordées de bazars dans le centre de la ville.
En 2004-2005, les autorités chinoises procèdent  au  carrelage de la façade de la mosquée. Sa place d'accès est transformée pour devenir un site touristique, le marché qui s'y tenait la nuit est  supprimé.
Le 30 juillet 2014, l'imam Juma Tayir (en) est assassiné par des extrémistes religieux.